# 烏身薄躄魚
烏身薄躄魚是輻鰭魚綱鮟鱇目躄魚亞目躄魚科的其中一種，分布於澳洲海域，棲息深度7-12公尺，體長可達5.5公分，棲息在沿岸岩礁區，屬肉食性，生活習性不明。

## 扩展阅读
維基物種上的相關：烏身薄躄魚